# Електронна хартия
Електронна хартия (също електронно мастило; на английски: e-paper или e-ink) е технология за изобразяване на информация, разработена като имитация на обичайно мастило върху хартия и основаваща се на електрофореза. За разлика от традиционните подсветени плоскопанелни дисплеи, които излъчват светлина, електронната хартия отразява светлина също както хартия. Това прави дисплея по-комфортен за четене и му придава по-широк ъгъл на гледане спрямо повечето плоскопанелни дисплеи. Освен това, електронната хартия може да се чете спокойно под пряка слънчева светлина, без изображението да избледнява.
Много от технологиите, използващи електронна хартия, могат да задържат статичен текст и картини за неопределено време, без да консумират електричество. Те намират широко приложение в четците за e-книги.

## Технология
Технологията на електронната хартия е създадена през 1970-те години. След многобройни изследвания и различни опити, учените откриват метод, включващ кухи капсули, изпълнени с бели пигментни частици с положителен заряд и черни пигментни частици с отрицателен заряд, които плуват заедно в прозрачно масло. То е поставено между две успоредни и проводими пластини, разделени на 10 – 100 μm помежду си. При целия точно адресиран електронен слой, към точно определени адреси се подават електрически заряди. Тъй като зарядът може да бъде положителен или отрицателен, той привлича или отблъсква съответните заредени пигментни частици към дъното на капсулата или към горната ѝ част. Така се създава черно-бяло изображение за читателя.
През 2016 г. е представена и първата в света пълноцветна електронна хартия, при която разнообразието от цветове се постига чрез концентриране на цветни пигменти във всеки пиксел.